# Очаул
Очаул (Очеуль) — озеро в Качугском районе Иркутской области. Зеркало озера расположено на высоте 644 м над уровнем моря.

## Географическое положение
Озеро расположено на реке Малая Анга в 48,2 километрах к северо-востоку от райцентра — посёлка Качуг. Имеет овальную, вытянутую в широтном направлении форму, в его акватории расположены шесть островов. Юго-западный берег озера заболочен, остальные покрыты лиственнично-еловой тайгой.

### Населённые пункты в окрестностях озера
Ближайший к озеру населённый пункт — Большой Улун. Он располагается примерно в 3 километрах от берега озера. Ранее в 1,4 километра северо-восточнее озера располагался посёлок Очаул, чуть дальше — примерно в 7 километрах — населённый пункт Юхта.

## Топонимика
По мнению краеведа Г. М. Бутакова, название озера может происходить от названия тюркско-самодийского рода очы. По его предположению, этот, а также ряд других отюрченных самодийских и енисейских народов стали селиться в этом регионе в XVI и XVII веках, когда маньчжуры захватили Китай и объявили народы Саяно-Алтайского региона своими данниками.

## Географические характеристики
Площадь озера составляет 2,6 км², площадь водосбора — 169 км². Озеро имеет довольно большую глубину.

### Притоки и вытекающие реки
В Очаул впадают ряд родников. Озеро сточное, из него вытекает река Малая Анга.

## Данные водного реестра
По данным государственного водного реестра России озеро относится к Ленскому бассейновому округу, водохозяйственный участок — Лена от истока до г. Усть-Кут. Речной бассейн — Лена.
Код объекта в государственном водном реестре — 18030100111117100000012.

## Флора и фауна
По берегам озера гнездятся утки, водится ондатра.
Ихтиофауна включает следующие виды рыб: карась, окунь, сорога, щука. Проводились попытки зарыбления озера карпом, однако они не увенчались успехом.

## Хозяйственное использование
В 1941 году организацией Рыбкооп (располагалась в п. Качуг) на северном берегу озера был построен рыбоперерабатывающий завод. Были возведены два 2-квартирных дома, 2 сарая, амбар и подвал. Предприятие перестало существовать в 1946 году. В 1980-х годах в районе озера были построены дома для отдыха, однако со временем они пришли в запустение.

## Экология
В 1990 году был разработан проект по очистке озера от залегающего на его дне сапропеля, для перекачки которого был вырыт котлован. Однако, проект так и не был осуществлён.